# 未踏
一般社団法人未踏（みとう、英: Mitou-Foundation、略称: 未踏社団）は、創造的人材を多角的に支援し、業界横断的なネットワークをつくることで、ITを中心としたイノベーションを加速させることを目的とした一般社団法人である。
経済産業省所管の情報処理推進機構（以下IPA）による人材発掘育成事業「未踏ソフトウェア創造事業」および「未踏ユース」のOB/OGを中心に設立された。
iモードを立ち上げた夏野剛やディー・エヌ・エー創業者の南場智子、LINEの森川亮らが参画している点でも注目されている。

## 概要
未踏は延べ1600人以上のIPA未踏事業卒業者を中心に天才的かつ創造的な人材のネットワークを形成するための組織として設立されており、具体的には「人材発掘交流」「創造的キャリア支援」「インフラ支援」の3つにフォーカスを当てた事業を行っている。
情報系ベンチャーの育成事業で東京大学IPC（東京大学が100%出資する投資事業会社）との連携やアクセンチュアとの協業などを行っている。

## 未踏エコシステム
2018年度の未踏事業は下記の4つのプログラムで構成した未踏エコシステムで推進されている。未踏ジュニアは一般社団法人未踏が運営し、他の事業はIPAが運営している。
- 「未踏ジュニア」：未踏IT人材発掘・育成事業（17歳以下を対象）
- 「未踏」：未踏IT人材発掘・育成事業（25歳未満を対象）
- 「未踏アドバンスト」：未踏的IT起業・事業家人材育成事業（年齢制限なし）
- 「未踏ターゲット」：次世代先端IT技術者育成事業（年齢制限なし）

### 未踏ジュニア
代表的な「人材発掘交流」の事業として独創的なアイデア、卓越した技術を持つ17歳以下の小中高生及び高専生を対象とした未踏ジュニアを経済産業省・文部科学省後援の元、2016年から行っている。
未踏ジュニアにプロジェクトが採択されると担当プロジェクトマネージャ（以下PM）や未踏卒業生らを中心とする各界で活躍するエンジニア・専門家の指導を受けられるほか、各プロジェクト50万円を上限とした開発資金の援助、必要に応じた開発場所及び工作機材の援助を受けることができる。

#### 未踏ジュニアスーパークリエータ
特に顕著な成果を残したクリエータは未踏ジュニアスーパークリエータとして認定され、慶応義塾大学総合政策学部・環境情報学部のAO入試に出願することができる。2021年度から東京都立大学システムデザイン学部情報科学科の推薦入試でも出願資格が得られる見込みである。